# Sad Sam Jones
Samuel Pond "Sad Sam" Jones (26 de julho de 1892 - 6 de julho de 1966) foi um arremessador da liga principal americana de beisebol com os Cleveland Indians, Boston Red Sox, New York Yankees, St. Louis Browns, Washington Senators e Chicago White Sox entre 1914 e 1935. Jones rebateu e atirou com a mão direita. Sua curva de quebra afiada também lhe rendeu o apelido de "Horsewhips Sam".

## Carreira
Em uma carreira de 22 anos, Jones compilado uma ficha com 229-217 1223 eliminações e um 3,84 EEI em 3.883 vezes lançadas. Jones assinou seu primeiro contrato profissional em 1913, com uma equipe da liga secundária em Zanesville, Ohio . Ele fez sua estreia na liga principal com os indianos em 1914. Antes da temporada de 1916, ele foi enviado para Boston no mesmo comércio que trouxe Tris Speaker para Cleveland .
Em 1918, Jones ingressou na rotação inicial do Red Sox, terminando com uma marca de 16–5, uma ERA de 2,25 a melhor da carreira e uma porcentagem de vitórias de 0,762, a melhor da liga . Sua temporada mais produtiva veio em 1921, quando ele registrou o máximo em vitórias (23), eliminações (98) e entradas (298,2), e liderou a liga em derrotas (5) . Mas sua temporada mais lembrada pode ter sido 1923 como o ás da equipe dos Yankees; ele postou um recorde de 21–8 com um ERA de 3,63 e levou sua equipa ao primeiro título da World Series. Jones também não rebateu o Philadelphia Athletics por 2 a 0 em 4 de setembro no Shibe Park, em um jogo em que não registrou um strikeout durante todo o jogo. Apenas dois outros arremessadores ( Earl Hamilton e Ken Holtzman ) lançaram um no-hitter sem strikeouts. Jones estava 2–1 contra o New York Giants naquela World Series, e seu trabalho de alívio crucial no jogo final da Série conquistou o campeonato para os Yankees . Como a maioria dos arremessadores de seu tempo, Jones tanto aliviou quanto começou, e suas oito defesas em 1922 levaram os arremessadores substitutos da liga .
Jones perdeu o recorde da liga em 21 jogos em 1925. Ele defendeu os Browns um ano depois e foi dispensado para ir a Washington em 1927. Com os Senators, Jones recuperou sua forma, liderando a equipe de sua equipe com um recorde de 17–7. Ele aproveitou sua última boa temporada em 1930, terminando com uma marca de 15–7. Após quatro anos de serviço para o White Sox, Jones se aposentou em 1935 como o jogador ativo mais velho na época (42) . Suas 22 temporadas consecutivas jogando em uma liga é um recorde da liga principal compartilhado com Herb Pennock, Early Wynn, Red Ruffing e Steve Carlton.
Ele foi um lançador de rebatidas melhor do que a média em sua carreira , compilando uma média de rebatidas de 0,197 (245 para 1243) com 151 corridas, 6 home runs e 101 RBI  .
Sad Sam Jones morreu em Barnesville, Ohio, aos 73 anos .

## cotação
- "Bill McGeehan do New York Herald-Tribune o apelidou de Sad Sam porque, para ele, Jones parecia abatido no campo. Jones disse a Lawrence Ritter que a razão de ele parecer abatido era porque, 'Eu sempre usaria meu boné bem baixo por cima meus olhos. E os jornalistas esportivos estavam mais acostumados com caras como Waite Hoyt, que sempre usava os bonés para cima para não sentir falta de nenhuma garota bonita. " - Ed Walton, na Biblioteca de Beisebol